# Formica argentea
Formica argentea este o specie de furnică din familia Formicidae.